# Jim Caviezel
James Patrick Caviezel Jr. (Mount Vernon, 26 de setembro de 1968) é um ator estadunidense. Iniciou sua carreira em 1991, no filme My Own Private Idaho, o qual lhe rendeu o cartão Screen Actors Guild. Não conseguindo alcançar fama, decidiu se mudar para Los Angeles, onde poderia ter maiores oportunidades de reconhecimento. Logo depois, em 1992, apareceu na série de televisão The Wonder Years. Alcançou algum sucesso como o Soldado Witt no filme The Thin Red Line (1998), um drama de guerra referente à Segunda Guerra Mundial. Nos anos de 2001 e 2002, Caviezel recebeu aclamação da crítica pelos seus papéis como 
Catch em Angel Eyes e Edmond Dantès em The Count of Monte Cristo.
Ganhou notoriedade em 2004 ao interpretar Jesus no drama épico The Passion of the Christ, dirigido por Mel Gibson. Por sua atuação foi indicado ao Prêmio MTV Movie de Melhor Ator e venceu o prêmio MovieGuide Grace de Melhor Performance em Filmes. Apesar do grande sucesso do filme, posteriormente Caviezel dificilmente conseguiu papéis de destaque em Hollywood, afirmando que o fato de interpretar Jesus arruinou sua carreira; todavia, o ator declara que não se arrepende, e que este trabalho foi uma experiência única em sua vida.
Em 2011, interpretou John Reese na série televisiva Person of Interest, até o seu término em 2016, sendo nomeado ao People's Choice Awards para o Ator Dramático de TV Favorito (2014) e Ator Favorito em Drama Policial da TV (2016). Seu outro sucesso foi no filme Escape Plan (2013), como Willard Hobbes. No ano de 2018, Caviezel atuou em mais um filme bíblico, desta vez interpretou  Lucas em Paul, Apostle of Christ. Em 2018 foi confirmado que o ator voltará a atuar como Jesus na sequência do filme The Passion of the Christ, The Passion of the Christ: Resurrection, como ponto central a Ressurreição de Jesus.
Jim é casado com Kerri Browitt desde 1996, ela é professora de inglês. Ela e o ator adotaram três crianças da China, as quais sofriam de câncer.

## Primeiros anos
James Patrick Caviezel nasceu em 26 de setembro de 1968, em Mount Vernon, Washington. É filho de Margaret (nascida Lavery), uma ex-atriz de teatro, e de James Caviezel Sr, um quiroprático. Do lado paterno é descendente de eslovacos e suíços, enquanto sua mãe é irlandesa. Ele tem um irmão, Timothy, e três irmãs, Ann, Amy e Erin, e foi criado em uma família católica em Conway, Washington. Seu pai frequentou a Universidade da Califórnia em Los Angeles e jogou basquete para o técnico John Wooden, fazendo com que todos os irmãos Caviezel jogassem o esporte.
Dois anos antes de se mudar para Seattle, Caviezel frequentou Mount Vernon High School em 1984, depois se transferiu para a escola católica O'Dea High School, onde oferecia uma melhor chance de jogar basquete. No ano seguinte, ele foi transferido de O'Dea para outra escola também católica, John F. Kennedy Memorial High School, em Burien, continuou jogando basquete e se formou em 1987. Ele queria frequentar a Academia Naval dos Estados Unidos, mas foi negado três vezes. Ele então se matriculou no Bellevue College, onde jogou basquete universitário. Uma lesão no pé em seu segundo ano pôs fim ao seu sonho de se tornar um jogador da NBA, e ele foi transferido para a Universidade de Washington, onde voltou seu foco para atuar e se tornou um membro da fraternidade Sigma Chi. Ele admitiu que nunca teve habilidades suficientes para ser um excelente jogador de basquete, mas afirmou: "Este esporte me ajudou a me matricular na faculdade e incutir a disciplina. O basquete me preparou para me tornar um ator".

## Carreira

### 1991–2004: Primeiros trabalhos
Sua carreira profissional como ator começou no palco em Seattle. Ele apareceu em peças como The Matchmaker e Come Blow Your Horn. Jim ganhou seu cartão Screen Actors Guild com uma pequena atuação no filme My Own Private Idaho (1991), nele o ator interpreta um funcionário da companhia aérea. Porém, este filme não trouxe fama ao jovem ator. Ele então se mudou para Los Angeles para seguir com sua carreira de ator. Embora quando ele decidiu se mudar, nas palavras ditas por ele, "as pessoas achavam que eu estava louco".
Caviezel conseguiu um papel menor em Diggstown (1992), filme que foi um fracasso no que se refere à bilheteria. Alguns de seus primeiros papéis foram na televisão, incluindo uma participação na série The Wonder Years (1992), onde fez o papel de um jogador de basquete. Neste mesmo ano, o artista também apareceu no episódio Second Chance da série Human Target, transmitida pela ABC. Ele recebeu uma bolsa de estudos para estudar teatro na Juilliard School de Nova Iorque em 1993, mas recusou-se, e no ano seguinte apareceu sem ser creditado em Blue Chips, de William Friedkin, e interpretou Warren Earp no filme de 1994 Wyatt Earp. Em 1995, Caviezel estrelou novamente na televisão, em Murder, She Wrote, como Darryl Harding, um ator aspirante, no episódio Film Flam da décima primeira temporada. Ainda no mesmo ano, Caviezel apareceu em uma minissérie da CBS, Children of the Dust, e participou do episódio piloto do que seria o remake da série 77 Sunset Strip de 1958, porém o projeto nunca passou da fase de testes. Apesar de ter feito tentativas para muitos outros papéis na televisão e no cinema, incluindo na série Melrose Place, ele foi considerado estranho por alguns diretores de elenco e muitas vezes foi rejeitado. O que atraiu alguns e repeliu outros foi a intensidade e o foco do ator.
No ano de 1996, Caviezel interpretou Dizzy Anderson em Ed, de Bill Couturié. O ator também fez uma participação em The Rock (1996), um longa americano de grande bilheteria. Depois de aparecer em G.I. Jane (1997), teve um desempenho inovador no filme de 1998 sobre a Segunda Guerra Mundial, dirigido por Terrence Malick, The Thin Red Line. O filme recebeu várias indicações ao Oscar, incluindo o de Melhor Filme, e seu elenco estrela, que incluiu — além de Caviezel — Ben Chaplin, Sean Penn, George Clooney e Nick Nolte, receberam elogios quase unânimes. Para a revista Rolling Stone, Peter Travers em sua revisão apontou que "Sean Penn e o recém-chegado Caviezel, que dá uma performance de intensidade e sentimento arrebatadoras, destrancam o coração triste do filme". Em seguida, ele interpretou Black John, um bushwhacker de Missouri, em Ride with the Devil (1999), um filme da Guerra Civil Americana. Em Any Given Sunday (1999), o ator aparece não creditado como o filho distante de Anthony D'Amato (Al Pacino). A cena onde apareceu foi cortada a partir do lançamento teatral, mas está disponível em DVDs.
Caviezel foi originalmente escalado para interpretar Scott Summers / Ciclope em X-Men (2000); mas desistiu por causa de um conflito de agendamento com o filme Frequency (2000). Também estrelou o filme Pay It Forward (2000), no papel de Jerry. Caviezel conseguiu um papel ao lado de Jennifer Lopez no drama romântico Angel Eyes (2001); o filme não arrecadou muito nas bilheterias em relação ao seu orçamento, mas o desempenho de Caviezel no filme aumentou drasticamente seu destaque, e os críticos notaram ainda mais a capacidade do ator. Ele desempenhou o papel principal em Madison, um filme sobre corridas de hidroplanos em Madison, Indiana. O filme foi concluído em 2001, mas não apareceu nos cinemas até o seu lançamento em 2005. Caviezel estrelou como Edmond Dantès em The Count of Monte Cristo (2002), onde exibiu um bom desempenho, e embora o filme — e o trabalho do ator — tenha recebido críticas favoráveis, esse filme não conseguiu atrair o público. Caviezel interpretou Tom Kubik, um ex-fuzileiro naval misterioso em High Crimes (2002), junto com Ashley Judd, Morgan Freeman e Bruce Davison. O ator também atuou em um pequeno papel no drama de Paul Feig, I Am David (2003). Mais tarde ele estrelou no suspense policial Highwaymen (2004). No drama biografico Bobby Jones: Stroke of Genius (2004), interpretou o jogador de golfe Bobby Jones. Já em The Final Cut (2004), o artista interpreta Fletcher, juntamente com Robin Williams, Mira Sorvino e Brendan Fletcher.

### 2004:The Passion of the Christ
Em 2004, Caviezel alcançou a maior atenção da sua carreira. Quando o ator inicialmente se encontrou com o diretor Mel Gibson e seu parceiro de produção, Stephen McEveety, ele foi informado de que era sobre um papel em um filme de surfe. No entanto, o filme de surfe era apenas um artifício para convencer o ator a falar, enquanto Gibson e McEveety queriam colocá-lo como Jesus no filme The Passion of the Christ. Embora McEveety acreditasse que Caviezel era estranho, o ator foi a primeira escolha de Gibson, em parte por causa de seus olhos cheios de alma. Caviezel assumiu o papel, que se concentrou nas últimas horas da vida de Cristo. Ele teve que aprender aramaico, hebraico e latim para o papel, e passou por oito horas de maquiagem na maioria dos dias das filmagens.

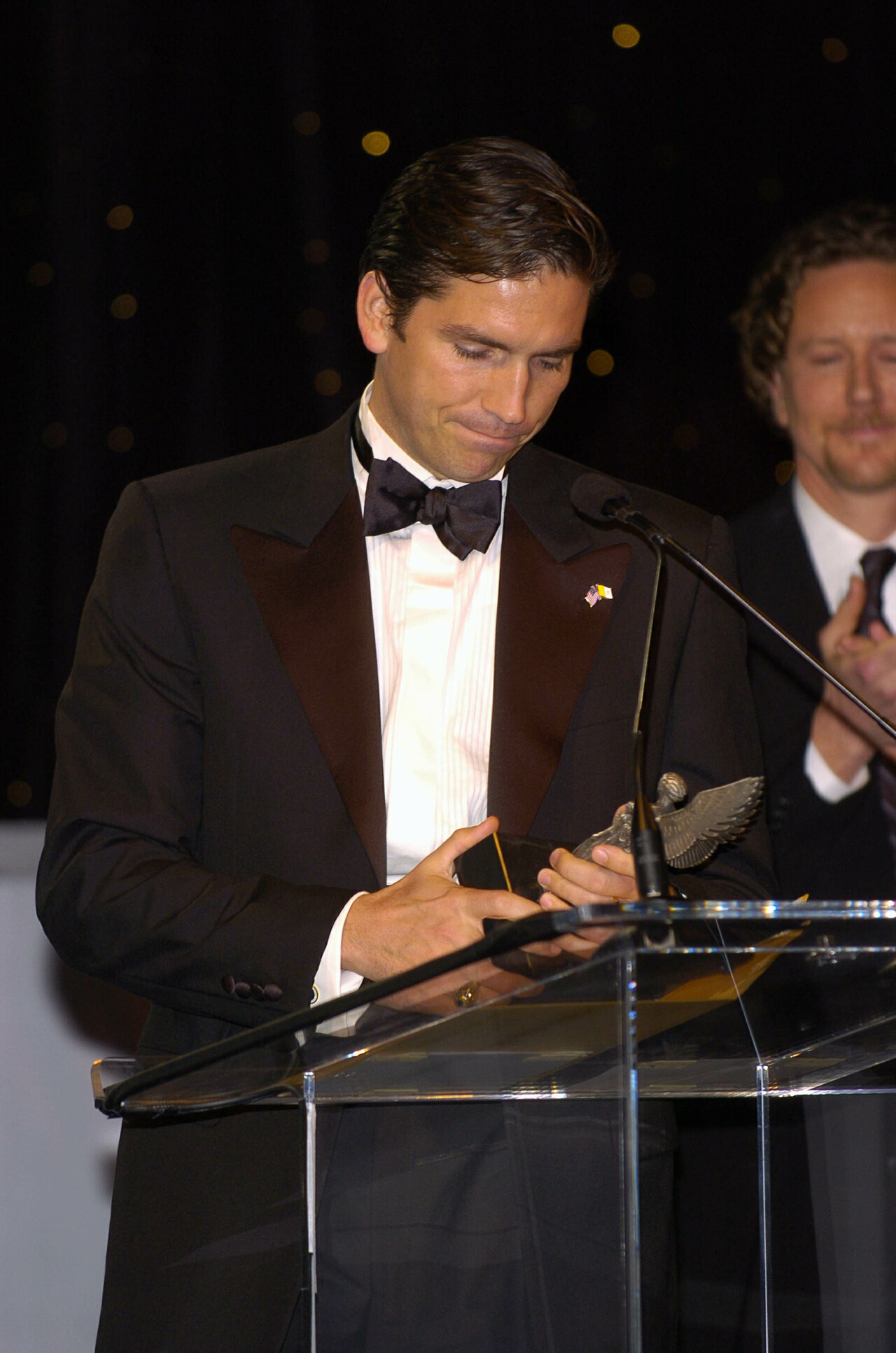
O ator no Movieguide Awards em 2005, cerimônia em que foi premiado por seu trabalho em The Passion of the Christ.

Mas toda a sua preparação não poderia prepará-lo para o sofrimento físico que sofreu durante a produção. Durante as filmagens, ele foi atingido por um raio, acidentalmente flagelado, teve seu ombro deslocado e sofria de pneumonia e hipotermia. A respeito do incidente envolvendo o raio, o ator descreveu o evento, em uma entrevista à Catholic News Agency, dizendo: "Era a cena do Sermão da Montanha. Eu subi, as nuvens se formaram e, cinco segundos antes do golpe, senti o que ia acontecer. Estava ventando, mas não pude ouvir o vento soprando. De repente, fui atingido por um raio". Embora Caviezel (razoavelmente) tenha admitido estar aterrorizado, ele disse que também "sentia paz por dentro". Consequentemente, ele teve que ser submetido a duas cirurgias cardíacas. Durante as filmagens do flagelo de Cristo — o momento memorável em que Jesus foi açoitado — um dos atores interpretando um torturador romano errou um pouco sua marca. Como é geralmente o caso das cenas de chicotadas, havia uma prancha nas costas de Caviezel que deveria pegar os golpes, mas depois que Gibson instruiu os chicotes a tentarem fazer overhand, as coisas deram errado. O artista comentou o ocorrido para o Today, como: "[O chicote] estendeu-se sobre o tabuleiro e me atingiu com uma velocidade que eu não conseguia respirar. É como tirar o vento de você. A picada é tão horrível que você não consegue respirar […] Virei-me e olhei para o cara, e digo: posso estar interpretando Jesus — mas me senti como Satanás naquele momento. Eu me virei para ele, alguns palavrões saíram da minha boca". Caviezel, em entrevista à Fox Nation, disse que ele realmente estava ferido durante as filmagens da caminhada de Jesus pelas ruas da Cidade Velha de Jerusalém — o caminho que Jesus seguiu para sua crucificação: "Quando caí, a cruz realmente atingiu minha cabeça e enterrou-a na areia. E mordi minha língua […] agora, na fita, você verá sangue escorrendo pelo meu lábio. Na verdade, é o meu próprio sangue […] Neste momento, meu ombro está fora do lugar e eu estava tentando de tudo para colocar meu braço sobre a cruz […] parece que é a tomada mais extraordinária, porque parece que estou acalentando nossa cruz, que é a nossa fé, e abraçá-la, mas da maneira mais bonita. Não era bonito para mim […] porque doía como o inferno […] minha articulação havia sido rasgada".
O filme também foi alvo de ataques por críticos, que acreditavam que envia uma mensagem antissemita, retratando os judeus como responsáveis pela morte de Jesus. Jami Bernard, do New York Daily News, chamou de "o filme mais virulentamente antissemita feito desde os filmes de propaganda alemães da Segunda Guerra Mundial". A revista Time Out  posicionou-o em 20.° lugar entre "Os 50 filmes mais polêmicos já feitos". Durante uma entrevista com John Styll e Michael W. Smith no programa Live and Interactive do Essentialtalk, Caviezel disse: "A controvérsia é natural. […]  uma coisa que me agrada é que apesar da controvérsia, veja bem, Cristo era controverso. Cristo morreu pela verdade. Se é controverso você fez certo. Todas as críticas que saem, acredito que não é da minha conta o que as outras pessoas pensam de mim". Ele então se refere a uma passagem bíblica que implica: "Se você realmente deseja seguir meu filho, o escândalo o seguirá todos os dias de sua vida". O ator acredita que o filme não envia uma mensagem antissemita e muito do que os críticos estão dizendo são "acusações vazias". "Este filme não é um jogo de culpa" afirmou Caviezel, que disse que muitas comunidades judaicas que assistiram o longa não acham que é antissemita. Segundo Caviezel: "O ponto principal do filme é o Evangelho […] Temos que concordar em discordar. Este é o Evangelho. É sobre esperança, amor, perdão e sacrifício. É o que as pessoas rapidamente perceberão ao assistir este filme". O ator ainda concluiu sobre quem teria matado Cristo: "Todo mundo o fez […] Todos os apóstolos, soldados, observadores silenciosos. Qualquer um é responsável. Veja como o pecado é feio. Estamos todos incluídos, incluindo o seu verdadeiramente".

"De repente, parei de ser um dos cinco atores mais populares do estúdio e não fiz nada de errado. Eu acabei de interpretar Jesus. Fui pessoalmente tocado por essa rejeição? Bem, todo mundo tem sua cruz para carregar. O mundo muda na direção específica, mas, afinal, eu não estarei neste mundo para sempre. Nem os produtores de Hollywood. Em algum momento, todos terão que responder pelo que fizeram."

— Caviezel fala sobre sua rejeição em Hollywood, para wPolityce.
Antes de filmar, Gibson teria advertido Caviezel que interpretar Jesus prejudicaria sua carreira de ator. Em 2011, ele admitiu que bons papéis tinham sido difíceis de encontrar desde então, mas afirmou que este filme, em particular o papel de Jesus Cristo, foi uma experiência única na vida. Porém, o filme foi um grande sucesso comercial, estrelou nas bilheterias americanas com 83 milhões de dólares em sua semana de estreia, ganhando no total 370 milhões nos Estados Unidos, e arrecadou mais de 611 milhões mundialmente. Em função de sua interpretação, o ator foi nomeado ao Prêmio MTV Movie, na categoria de Melhor Ator, e ganhou o MovieGuide Grace Awards de Melhor Performance em Filmes. Em uma crítica para o The Guardian, Lorenza Muñoz escreveu: "Ao contrário do Jesus conflituoso de Willem Dafoe em The Last Temptation of Christ (1988) ou o doce Jesus de Jeffrey Hunter em King of Kings (1961), o Jesus de Caviezel poderia ser um personagem de um filme mudo. De fato, a capacidade de Caviezel de despertar emoções com um olhar tornou-se sua marca registrada".

### 2006–2013: Outros trabalhos no cinema e na televisão

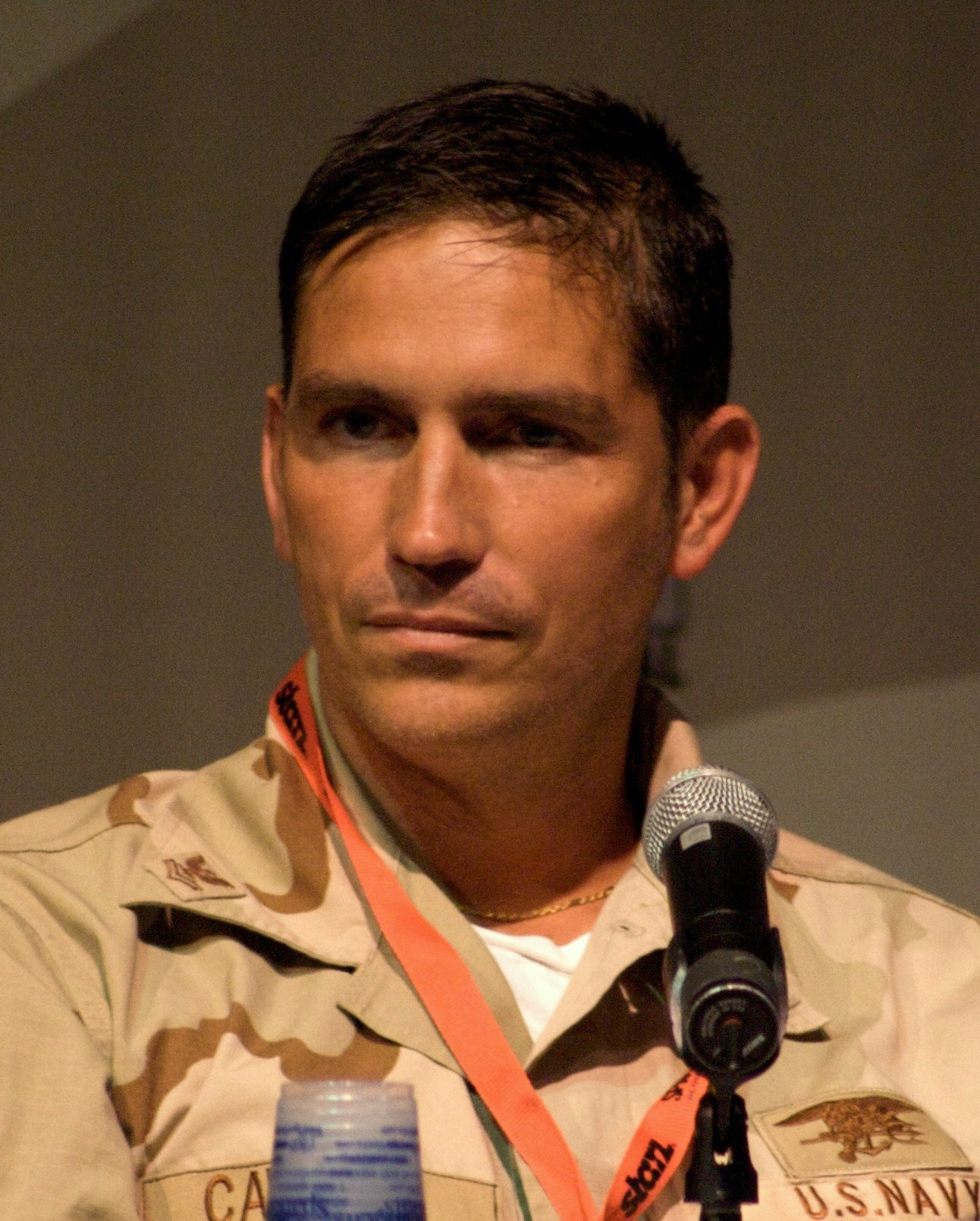
Caviezel em julho de 2009.

Em 2006, Caviezel protagonizou o suspense Unknown, no qual, junto com Greg Kinnear, Bridget Moynahan, Joe Pantoliano e Barry Pepper, interpretou Jean Jacket, um homem que junto com outras pessoas foram sequestradas e trancadas em uma fábrica sem memória de como chegaram lá. Reunindo informações em torno deles, eles percebem que alguns foram sequestrados e outros foram os sequestradores. Então eles decidem que devem trabalhar juntos para descobrir como fugir antes que a gangue que os capturou retorne.
Caviezel também estrelou em 2006 o thriller Déjà Vu. O filme ganhou o prêmio Motion Picture Sound Editors nas cerimônias Nielsen EDI Gold Reel Awards. Em 2008, Caviezel interpretou o jornalista franco-iraniano Freidoune Sahebjam em The Stoning of Soraya M., um drama ambientado em 1986 no Irã, uma mulher injustamente acusada de um crime — e consequentemente, apedrejada. Os líderes da aldeia condenam Soraya M. à morte por supostamente cometer adultério. O marido da acusada cria essa conspiração para matá-la, a fim de poder se casar com uma adolescente. Em segredo, a corajosa tia de Soraya compartilha sua história com o jornalista francês Freidoune Sahebjam, que por acaso viaja pela área um dia depois do assassinato brutal. Quando perguntado sobre como sua fé católica foi afetada por essa história, ele disse, "você não precisa ir além dos evangelhos para descobrir qual é a coisa certa a fazer, deveria estar mais preocupado em ajudar alguém, independentemente de sua religião ou de onde eles são". Em seguida, interpretou Kainan em Outlander (2008), e atuou com Claudia Karvan no filme Long Weekend (2008), um remake da película australiana de mesmo nome, lançada em 1978. O enredo conta sobre um casal de férias, Peter e Carla, no deserto, eles aprendem o que acontece quando desrespeitam a natureza depois de suportar ataques de animais.
Na série The Prisoner (2009), um remake da série britânica de ficção científica The Prisoner (1967), interpretou Michael/Número 6. Ainda neste ano, Caviezel também emprestou sua voz a Jesus na produção bíblica em áudio de Thomas Nelson, The Word of Promise. O projeto também contou com Jon Voight, Louis Gossett Jr., John Rhys-Davies, Luke Perry, Gary Sinise, Jason Alexander, Christopher McDonald, Marisa Tomei e John Schneider.
No ano de 2011 até 2016, ele estrelou a série de drama Person of Interest da CBS como John Reese, um ex-agente da CIA que agora trabalha para um misterioso bilionário como um vigilante. Caviezel contou que se sentiu atraído pelo "conceito" da série, e disse: "Parecia um filme, e era um ótimo material. Costumo ir aonde o material é o melhor. Parecia um ótimo roteiro de super-herói, mas não foi feito em Gotham City, mas em Nova York." A produção bem como a atuação do protagonista receberam avaliações positivas. O jornal The New York Times observou que o personagem "Reese parece feito sob medida para Caviezel, com sua combinação de marca registrada de sarcasmo contido e olhar de mil jardas." Seu desempenho na série garantiu duas indicações ao People's Choice Awards como o Ator Dramático de TV Favorito em 2014 e novamente em 2016 como o Ator Favorito em Drama Policial da TV. Posteriormente, Caviezel atuou no papel principal do filme Transit (2012). Em 2013 co-estrelou o filme Escape Plan, ao lado de Sylvester Stallone e Arnold Schwarzenegger, interpretando Willard Hobbs, um diretor que mantém a ordem na prisão mais secreta e segura do mundo. O filme obteve um ótimo desempenho comercial e faturou mais de 137 milhões de dólares em todo o mundo. Em sua revisão ao The Washington Post, Michael O'Sullivan comentou sobre Caviezel, Amy Ryan, Vincent D'Onofrio e Sam Neill respectivamente, registrando: "Infelizmente, nenhum de seus personagens é terrivelmente bem desenvolvido, com exceção de Willard Hobbes de Caviezel, que aparece tão bem quanto unidimensionalmente".
Seu trabalho seguinte foi em Savannah (2013), representando o personagem principal Ward Allen. Nascido em Savannah, em 1856, Allen frequentou a Universidade de Oxford, onde absorveu as belezas de Shakespeare e os clássicos, mas, ao retornar para casa, decidiu que nem as profissões nem a criação de cavalheiros se adequavam a sua natureza. Assim, Allen dedicou sua vida à caça ao pato, na companhia de seu ajudante Moultrie (Chiwetel Ejiofor), um ex-escravo. Para o The Hollywood Reporter, Frank Scheck publicou: "Caviezel, cujo estilo de atuação naturalmente recessivo o serve extremamente bem em veículos como a série de sucesso Person of Interest, oferece uma virada extrovertida que, no entanto, sempre se sente forçada", enquanto na Variety, Joe Leydon o elogiou dizendo que "Jim Caviezel poderia fornecer fascínio suficiente para que o filme atraísse espectadores nos locais da tela inicial".

### 2014–presente: Trabalhos recentes e sequela deThe Passion of the Christ
Ele estrelou o filme de futebol de 2014, When the Game Stands Tall, como treinador da escola De La Salle High School, Bob Ladouceur, cuja equipe preparada em Concord, Califórnia, teve uma série de vitórias, 151 jogos de 1992 a 2003, um recorde esportivo americano. Nos documentários Guadalupe: The Miracle and the Message (2015), Liberating a Continent: John Paul II and the Fall of Communism e The Face of Mercy (ambos em 2016), o artista trabalhou como narrador. Sobre este penúltimo, Caviezel viajou à Polônia e comentou à wPolityce sua experiência no local onde o protagonista do documentário, Papa João Paulo II, morava e trabalhava: "Quando jovem, li muito sobre o nazismo e o genocídio realizado pelos alemães no território polonês. A única fonte de meu conhecimento era limitada a livros, mas durante minha visita à Polônia, percebi o quanto o Papa deveria ter sofrido ao ser exposto diretamente ao nazismo. Estive em Auschwitz, onde o mártir Maksymilian Kolbe deu sua vida por um companheiro de prisão. Isso me fez perceber a escala do sofrimento do povo polonês. E então o comunismo seguiu fazendo João Paulo II viver sob dois dos regimes mais monstruosos. Como americano, vivia pacificamente preocupado com a Guerra Fria. Eu não experimentei o poder totalitário. João Paulo II teve que viver com dois deles, assim como todo o seu país. Ele representa isso".
O ator havia sido escolhido para liderar o elenco da série SEAL Team da CBS em 2017, como Jason Hayes; entretanto, deixou o projeto devido a diferenças criativas antes do início das filmagens e foi substituído por David Boreana. Também apareceu no filme The Ballad of Lefty Brown, uma produção do ano de 2017. Caviezel interpreta o apóstolo Lucas no filme Paul, Apostle of Christ, que estreou nos cinemas em 23 de março de 2018. Este papel volta a conceder a Jim o Prêmio MovieGuide Grace pela Atuação Mais Inspiradora. Apareceu no filme Running for Grace (2018), no papel de Doutor Reyes, ao lado de Ryan Potter, Matt Dillon e Olivia Ritchie. Ele também foi o narrador do documentário John Paul II in Ireland: A Plea for Peace em 2018, e no filme Onyx, Kings Of The Grail, que foi realizado neste mesmo ano.
O ator volta a atuar com Claudia Karvan no longa Infidel, que estreou em 2020. Ele foi escalado como Doug Rawlins, um americano que participava de uma conferência no Cairo, onde é sequestrado e acaba em uma prisão no Irã sob a acusação de espionagem. Depois que seu próprio governo lhe deu as costas, sua esposa Liz (Karvan) viaja para o Irã, determinada a tirá-lo de lá. Para o site RogerEbert.com, Sheila O'Malley escreveu: "Nowrasteh (diretor do filme) lida com as sequências de ação com confiança e há muitos momentos legitimamente emocionantes. Os melhores momentos para mim foram os pequenos, os íntimos. Caviezel costuma ser uma figura muito solene na tela, e aqui, Karvan o faz rir".

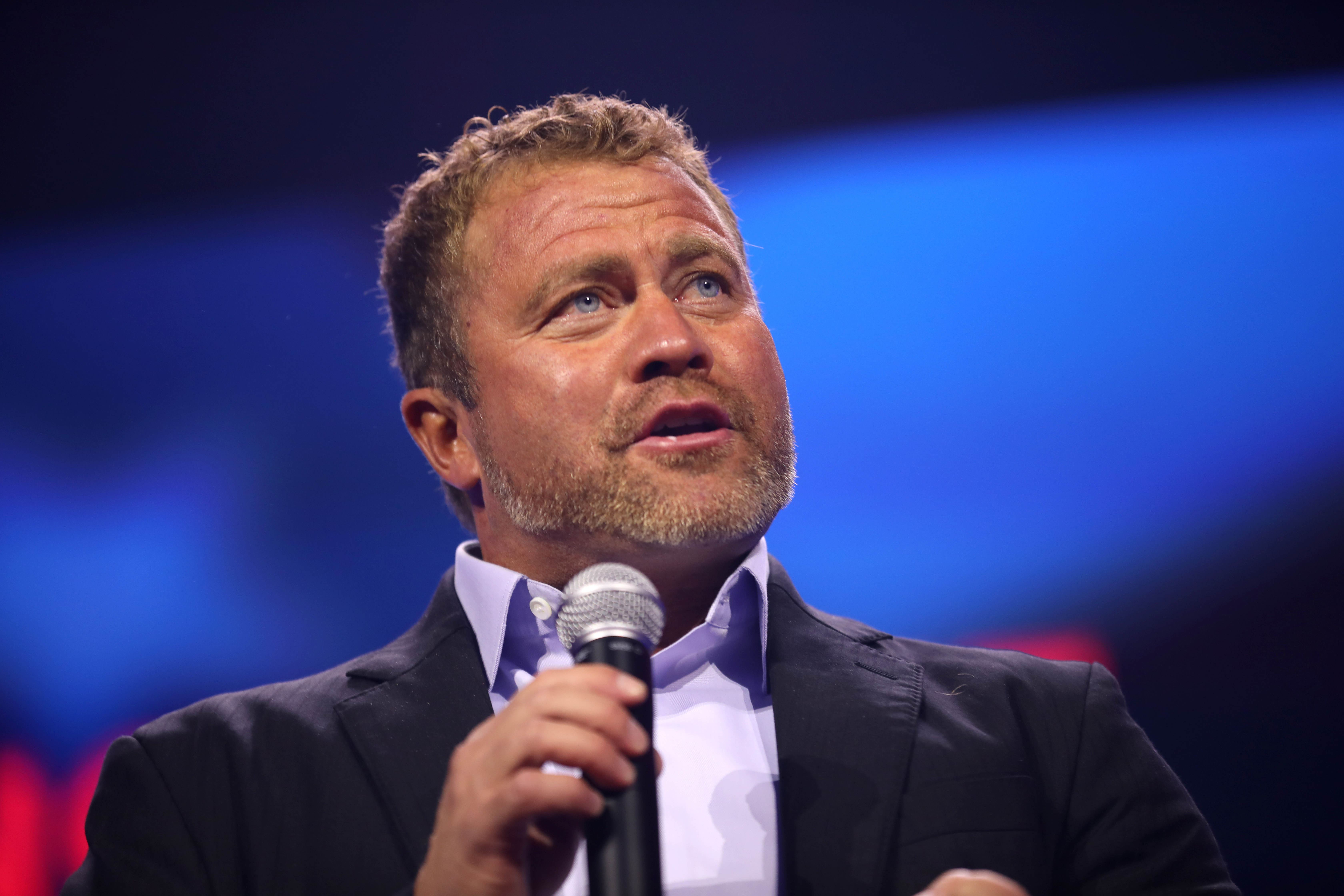
Tim Ballard, interpretado por Caviezel em Sound of Freedom, visto aqui na conferência da Turning Point Action (Palm Beach, Flórida, 16 de Julho de 2023).

Caviezel foi contratado para interpretar Tim Ballard, um ex-agente especial do Departamento de Segurança Interna dos Estados Unidos, no filme Sound of Freedom. O filme, lançado em 2023 pela Angel Studios, conta a história da organização Operation Underground Railroad (O.U.R.) e sua missão de salvar as crianças do tráfico sexual e da escravidão. Caviezel declara: "Este é o segundo filme mais importante que eu já fiz desde 'The Passion of the Christ' […] Isso afetará a salvação de muitas crianças e a mudança de vidas. Também trará muita luz para a escuridão." Tim Ballard solicitou pessoalmente que Jim Caviezel o retratasse no filme, uma ideia, de início, rejeitada pelos produtores que tentaram convencê-lo a escolher um ator que se parecesse mais com ele. “Havia algo especial sobre Jim quando eu o assisti em 'The Count of Monte Cristo'. Havia uma luz, para mim, que saiu dele […] Era importante para nós que quem quer que desempenhasse esse papel tivesse que ser alguém que o fez intencionalmente com Deus e saiba que essa luz tem que surgir porque não queremos que seja apenas um filme, queremos que seja um movimento. Queremos que isso seja algo que salve as crianças […] e avise os possíveis traficantes e pedófilos que estamos chegando", disse Ballard. Para se preparar para o papel, ele passou vários dias acompanhando Ballard e aprendendo sobre todos os aspectos da operação da O.U.R, incluindo o treinamento em um campo de tiro.
Em 16 de abril de 2021, durante uma conversa com o grupo conspiracionista Health and Freedom em Tulsa, divulgando o filme Sound of Freedom, o artista citou uma teoria sobre a QAnon, sugerindo que pessoas ricas estariam torturando crianças e drenando seus sangues para obter "adrenocromo" — que supostamente contém propriedades de rejuvenescimento. Ele inicialmente participaria com Tim Ballard, mas Ballard faltou à conferência porque, nas palavras de Caviezel,  “ele está lá salvando crianças enquanto falamos”. "Essencialmente, você tem adrenalina em seu corpo. E quando você está com medo, você produz adrenalina. […] Se uma criança sabe que vai morrer, seu corpo vai secretar essa adrenalina. E eles têm muitos termos que usam e que ele [Ballard] me mostra, mas é o pior horror que eu já ouvi. Os gritos sozinhos, mesmo que eu nunca, nunca, jamais tenha visto, está além — e essas pessoas que fazem isso, [não haverá] misericórdia para eles.", explicou o ator. O assunto gerou controvérsia na mídia norte-americana devido não haver nenhuma evidência que comprove a teoria.
Foi anunciado em janeiro de 2018, que Caviezel iria reprisar seu papel como Jesus na continuação do filme The Passion of the Christ, intitulada The Passion of the Christ: Resurrection, sendo o filme mais uma vez dirigido por Gibson. Voltando no ano de 2016, mais precisamente no mês de junho, foi anunciado que Mel Gibson está trabalhando em uma sequência de The Passion of the Christ, com foco na ressurreição de Jesus. O roteirista é Randall Wallace, que escreveu o roteiro de Braveheart (1995). Gibson manifestou interesse em dirigir o filme, e também disse que será lançado daqui a alguns anos, já que é um grande projeto. Em novembro de 2016, Gibson confirmou que o título da continuação seria "The Resurrection of the Christ" e sugeriu que parte do filme estaria ocorrendo nos infernos, afirmando que o filme iria explorar o que aconteceu no período de três dias entre a morte de Jesus e seu retorno. Também revelou que a produção do filme provavelmente duraria cerca de três anos, por causa de seu enorme empreendimento. Em entrevista para o USA Today, Caviezel disse: "Há coisas que não posso dizer que chocarão o público. É ótimo. Fique atento. […] Não vou contar como ele vai agir. Mas vou lhe dizer uma coisa, o filme que fará será o maior filme da história. É tão bom".

## Vida pessoal
Em 1996, Caviezel se casou com Kerri Browitt, uma professora de inglês do ensino médio. Sua esposa é a cunhada do ex-técnico do time de futebol americano St. Louis Rams, Scott Linehan. Ela e a esposa de Linehan, Kristen, são irmãs. Jim Caviezel e sua esposa adotaram três crianças da China que tinham câncer. "Todos eles foram abandonados e indesejados. Dois deles tinham câncer no cérebro. O terceiro teve sarcoma. Minha esposa disse que não importa se os filhos são desejados ou não. Eles são pessoas, assim como [nós]", disse o ator à wPolityce.
Aos 37 anos de idade em 2006, o ator tornou-se aluno da Universidade de Notre Dame estudando espanhol. Quando questionado, ele disse: "Estou finalmente conseguindo meu diploma universitário […] É como em casa aqui. Como família. Notre Dame era um acéfalo. Eu pretendo estudar aqui quando não estiver trabalhando". Também falou a Dave Daley — outro aluno de Notre Dame — que queria entender o espanhol para poder usá-lo em um projeto de tradução da Bíblia e apontou a importância de aprender o idioma devido a uma crescente população de língua espanhola nos Estados Unidos.
Caviezel tem sido um orador em destaque em locais religiosos desde o lançamento de The Passion of the Christ. Em 19 de março de 2005, ele foi o porta-voz da primeira Conferência dos Homens Católicos em Boston. Em 24 de outubro de 2006, Caviezel foi apresentado a Patricia Heaton, Kurt Warner e Mike Sweeney em uma propaganda contra a Emenda Constitucional do Missouri, que permitia qualquer forma de pesquisa com células-tronco embrionárias e terapia no Missouri que fosse legal sob a lei federal. Começou o anúncio dizendo: "Le-bar nash be-neshak" (do aramaico: "Você trai o Filho do Homem com um beijo"), uma referência à traição de Judas por Jesus Cristo e uma frase usada na versão grega do Evangelho de Lucas. O anúncio foi uma resposta a um comercial com Michael J. Fox, que favoreceu a pesquisa com células-tronco embrionárias. Cathy Cleaver Ruse, porta-voz do Missourians Against Human Cloning, que produziu o anúncio, explicou que, "A Emenda Dois — que representa o partido a favor — é uma traição porque é enganosa. Ele promete uma coisa e entrega outra". Tom Schreiner, professor de interpretação do Novo Testamento, disse que Caviezel está implicando que a emenda pode parecer "amorosa e gentil" com seus apoiadores, mas quando lida de perto, é "realmente uma traição". Caviezel termina o anúncio concluindo: “Você sabe agora. Não faça isso. Vote Não em Dois".
Por respeito à sua esposa, Caviezel pediu para usar uma camisa e que Jennifer Lopez vestisse um top durante uma cena de sexo no filme Angel Eyes, e também se recusou a se despir em uma cena de amor com Ashley Judd em High Crimes. Ele comentou dizendo: "Não me entenda mal! Eu amo cenas — mas não aquelas com sexo gratuito […] E não é apenas sobre minha esposa, embora isso seja importante. É pecado, puro e simples. Quero dizer, é errado […] É estranho".

### Religião

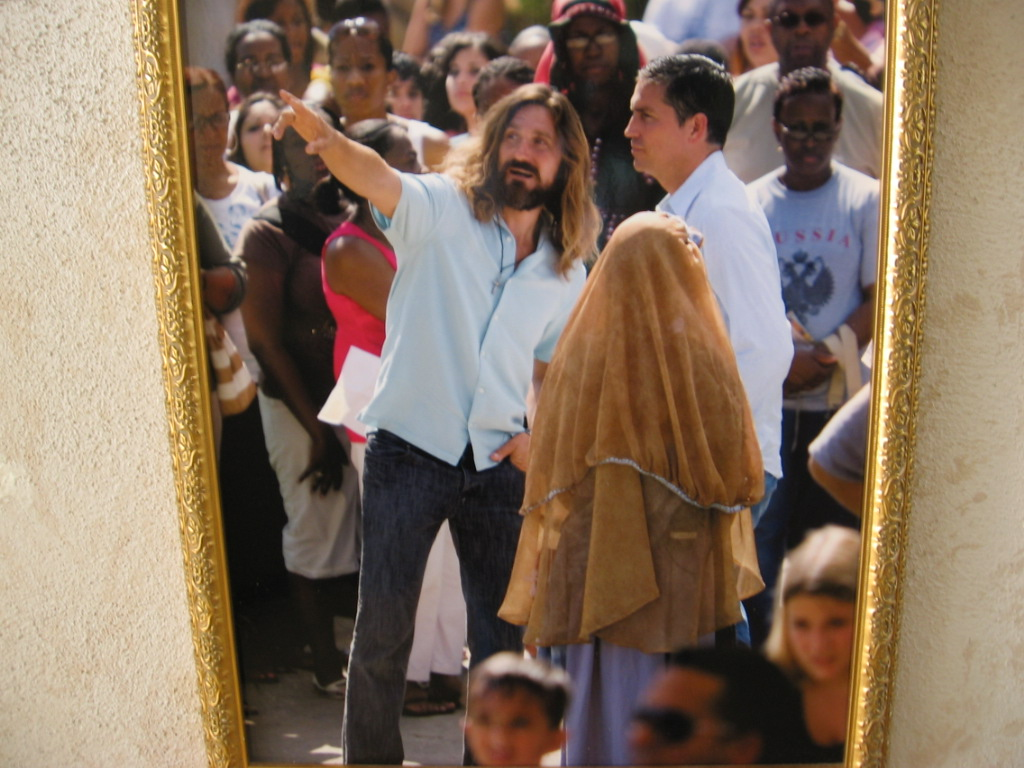
O ator, à direita, no parque temático cristão Holy Land Experience, Orlando em junho de 2014.

No que tange sua religião, Caviezel é um católico profundamente fiel, que credita seus sucessos e talentos a Deus. Caviezel falou abertamente, durante uma entrevista à Liberty News, o momento em que Deus o chamou para ser ator aos 19 anos, segundo ele: "Senti esse amor que nunca havia experimentado antes, essa paz que nunca senti antes. Ouvi Deus dizer: 'Gostaria que você fosse ator.' […] não sabia para onde ir. Eu tinha um chamado para ser ator, mas seria necessário que Ele me ensinasse e me levasse aos professores certos, aos filmes certos para fazer".
O ator descreveu sobre como acredita que sua fé o ajudou a protegê-lo dos lados negativos de Hollywood, especificamente drogas e outros vícios que às vezes tomam conta da vida dos atores, em uma entrevista para Faithwire: "Eu acho que teria sido uma questão de tempo até eu começar esse mau hábito e ir para os lugares errados, [mas] eu tinha sabedoria suficiente da fé que eu já tinha em [saber] que não vai me fazer feliz", acrescentando que ele foi "forçado aos braços de Deus" ao decorrer de sua carreira. Ele comentou sobre sua crença: "Eu nunca pensei que ser cristão seria um caminho fácil, mas, […] nada poderia impedir meu coração ardente de amar a Jesus. É importante. E tomei isso como ator porque quero que as pessoas vejam por que tenho orgulho de ser cristão".
Hollywood teve dificuldade em escalar Caviezel desde o lançamento de The Passion of the Christ, apesar de estrelar o drama da CBS Person of Interest. Porém, o ator disse que não precisa da afirmação de Hollywood: "Não faço por eles, faço por Deus. Então, tudo o que faço é sobre amor, porque quero que outra pessoa lá fora encontre esse amor”.

## Filmografia

### Cinema
| Filmes | Filmes                        | Filmes                   | Filmes        | Filmes |
| Ano    | Título                        | Papel                    | Notas         |        |
| ------ | ----------------------------- | ------------------------ | ------------- | ------ |
| 1991   | My Own Private Idaho          | Airline Clerk            |               |        |
| 1992   | Diggstown                     | Billy Hargrove           |               |        |
| 1994   | Blue Chips                    | Jogador de basquete      | Não creditado |        |
| 1994   | Wyatt Earp                    | Warren Earp              |               |        |
| 1996   | Ed                            | Dizzy Anderson           |               |        |
| 1996   | The Rock                      | Piloto da FA-18          |               |        |
| 1997   | G.I. Jane                     | "Slov" Slovnik           |               |        |
| 1998   | The Thin Red Line             | Soldado Robert Witt      |               |        |
| 1999   | Ride with the Devil           | Black John               |               |        |
| 1999   | Any Given Sunday              | Filho de Anthony D'Amato | Cena deletada |        |
| 2000   | Frequency                     | John Sullivan            |               |        |
| 2000   | Pay It Forward                | Jerry                    |               |        |
| 2001   | Angel Eyes                    | Catch                    |               |        |
| 2001   | Madison                       | Jim McCormick            |               |        |
| 2002   | The Count of Monte Cristo     | Edmond Dantès            |               |        |
| 2002   | High Crimes                   | Tom Kubik                |               |        |
| 2003   | I Am David                    | Johannes                 |               |        |
| 2004   | Highwaymen                    | James "Rennie" Cray      |               |        |
| 2004   | The Passion of the Christ     | Jesus Cristo             |               |        |
| 2004   | Bobby Jones: Stroke of Genius | Bobby Jones              |               |        |
| 2004   | The Final Cut                 | Fletcher                 |               |        |
| 2006   | Unknown                       | Jean Jacket              |               |        |
| 2006   | Déjà Vu                       | Carroll Oerstadt         |               |        |
| 2008   | Outlander                     | Kainan                   |               |        |
| 2008   | Long Weekend                  | Peter                    |               |        |
| 2008   | The Stoning of Soraya M.      | Freidoune                |               |        |
| 2012   | Transit                       | Nate                     |               |        |
| 2013   | Escape Plan                   | Willard Hobbes           |               |        |
| 2013   | Savannah                      | Ward Allen               |               |        |
| 2014   | When the Game Stands Tall     | Bob Ladouceur            |               |        |
| 2017   | The Ballad of Lefty Brown     | Jimmy Bierce             |               |        |
| 2018   | Paul, Apostle of Christ       | Lucas                    |               |        |
| 2018   | Running for Grace             | Doutor Reyes             |               |        |
| 2018   | Onyx, Kings of the Grail      | Narrador                 |               |        |
| 2020   | Infidel                       | Doug Rawlins             |               |        |
| 2023   | Sound of Freedom              | Timothy "Tim" Ballard    |               |        |

### Televisão
| Séries e Programas de TV | Séries e Programas de TV | Séries e Programas de TV | Séries e Programas de TV  | Séries e Programas de TV |
| Ano                      | Título                   | Papel                    | Notas                     |                          |
| ------------------------ | ------------------------ | ------------------------ | ------------------------- | ------------------------ |
| 1992                     | The Wonder Years         | Bobby Riddle             | Episódio: "Herói"         |                          |
| 1992                     | Human Target             | Líder de esquadrão       | Episódio: "Second Chance" |                          |
| 1995                     | Murder, She Wrote        | Darryl Harding           | Episódio: "Film Flam"     |                          |
| 1995                     | Children of the Dust     | Dexter                   | Minissérie                |                          |
| 1995                     | 77 Sunset Strip          | Scott Baker              | Episódio piloto           |                          |
| 2009                     | The Prisioner            | Michael / Número 6       | Minissérie                |                          |
| 2011–2016                | Person of Interest       | John Reese               | 103 episódios             |                          |

### Documentários
| Documentários | Documentários                                                  | Documentários |
| Ano           | Título                                                         | Papel         |
| ------------- | -------------------------------------------------------------- | ------------- |
| 2015          | Guadalupe: The Miracle and the Message                         | Narrador      |
| 2016          | Liberating a Continent: John Paul II and the Fall of Communism | Narrador      |
| 2016          | The Face of Mercy                                              | Narrador      |
| 2018          | John Paul II in Ireland: A Plea for Peace                      | Narrador      |

## Prêmios e indicações

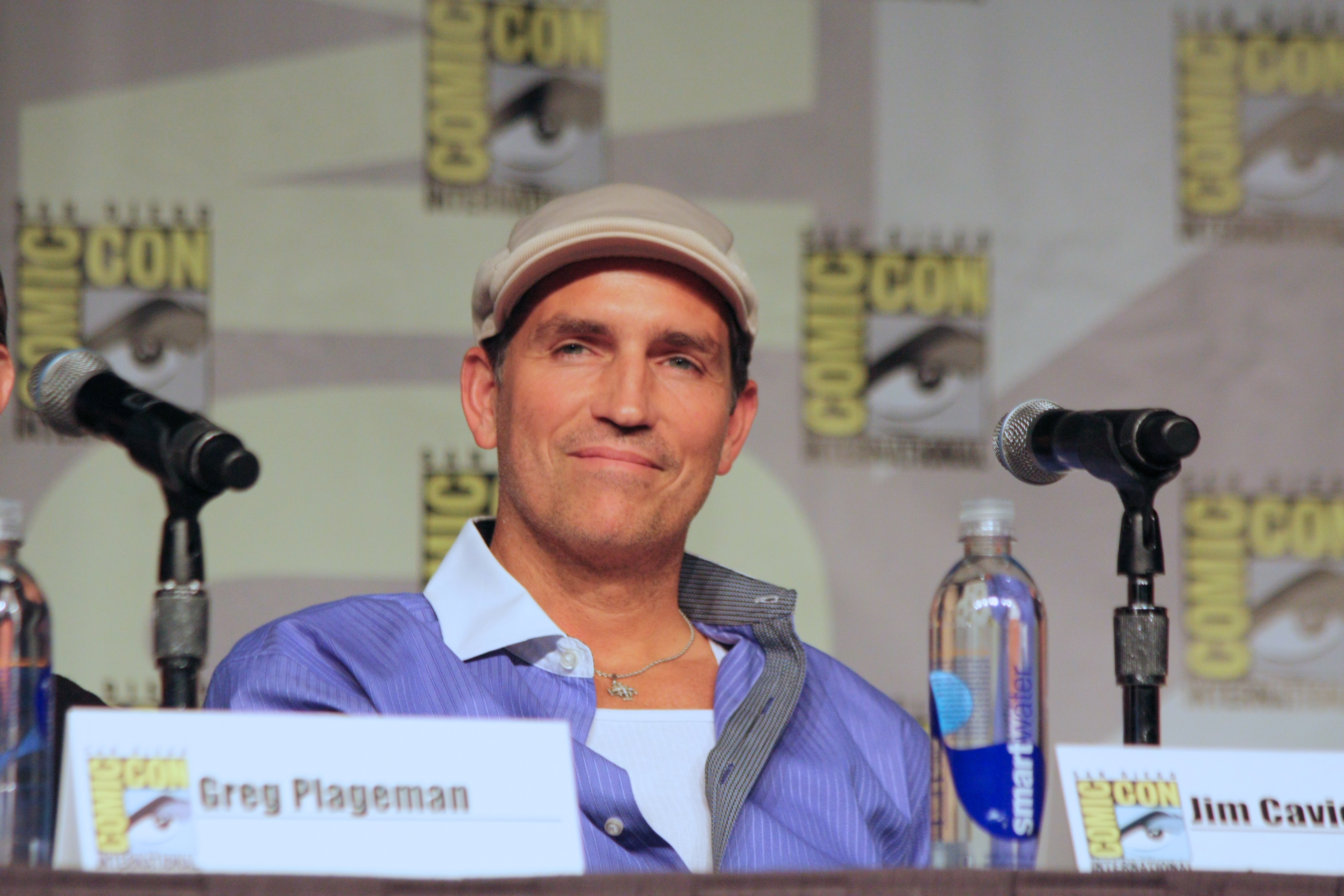
Caviezel na San Diego Comic-Con em 2013.

Jim Caviezel recebeu diversos prêmios e nomeações pelos seus trabalhos como ator no cinema e na televisão, que incluem: Suas indicações ao Chicago Film Critics Association Awards para o Ator Mais Promissor (1999); Blockbuster Entertainment Awards para o Homem favorito Iniciante (2001); MTV Movie Awards como o Melhor Ator (2004); People's Choice Awards como o Ator Dramático de TV Favorito e Ator Favorito em Drama Policial da TV (2014 e 2016). E os prêmios ganhos pelo ator são: MovieGuide Grace Awards para a Performance e Atuação Mais Inspiradora em Filmes (2005 e 2019); CAMIE Awards por I Am David (2006).